# IC 96
IC 96 је спирална галаксија у сазвјежђу Рибе која се налази на листи објеката дубоког неба у Индекс каталогу.
Деклинација објекта је + 29° 36' 59" а ректасцензија 1h 20m 33,3s. Привидна величина (магнитуда) објекта IC 96 износи 14,0 а фотографска магнитуда 14,8. IC 96 је још познат и под ознакама MCG 5-4-23, CGCG 502-35, KCPG 30A, IC 1672?, PGC 4840.